# Paul Lemagny
Pour les articles homonymes, voir Lemagny.
 (octobre 2009).
Paul Pierre Lemagny, né à Dainville-Bertheléville (Meuse) le 11 février 1905 et mort à Versailles le 18 juillet 1977, est un peintre et graveur français.

## Biographie[3]

### Les années d'apprentissage
Issu d'une famille originaire de Sivry-la-Perche, fils d'un garde forestier, ses premières années se passent dans un environnement campagnard et forestier auquel il restera profondément attaché sa vie durant et qui marquera son œuvre.
La Première Guerre mondiale le trouve à Amiens, puis son père étant de retour dans la Meuse, il fait, de 1918 à 1924, des études au lycée de Bar-le-Duc qu'il quitte bachelier. Son avenir oscille alors entre la philosophie, l'histoire et le dessin. Finalement, c'est sous l'impulsion de son professeur de dessin, M. Philbert, qu'il choisit cette dernière discipline.
Il suit alors pendant un an les cours de l'École des beaux-arts de Valenciennes tout en travaillant comme surveillant d'internat. Il y découvre la gravure au burin et à l'eau-forte. Grâce à une bourse de la ville de Valenciennes, il est admis à l'École des beaux-arts de Paris dans l'atelier d'Auguste Laguillermie, où il développera sa passion pour la gravure. Il concourt sans succès au prix de Rome de 1925.

### Prix de Rome
Il connaît son premier succès en 1928 en remportant le second grand prix de Rome de gravure avec Salambô. Suivent plusieurs distinctions au Salon des artistes français. Il dessine les paysages qui lui sont chers (Sivry-la-Perche), ou qu'il découvre au cours de voyages. Il côtoie à cette époque des maîtres tels que Jean-Louis Forain, dont il préparait les vernis pour ses gravures, Georges Rouault et Marc Chagall, dont il retouchait les gravures pour les éditions de grand luxe.
Il épouse le 13 octobre 1930 Léonie Leloup (1900-1997), dont le père était également garde forestier, et qui, comme lui, a vécu son enfance au contact de la nature. De leur union naissent trois enfants dont Jean-Claude Lemagny (1931) qui sera conservateur des photographies à la Bibliothèque nationale de France.
Il obtient enfin le premier grand prix de Rome de gravure en 1934 avec Oreste poursuivi par les Erinyes, dont la composition et la qualité graphique restent un modèle du style classique. Il séjourne alors à la villa Médicis à Rome de 1935 à 1938. Pendant cette période, il dessine de très nombreux paysages et portraits du plus pur classicisme. Son amour de la nature le conduit à effectuer dans la campagne romaine et dans les Apennins de longues pérégrinations dont il fixe les paysages remarquables sur des plaques de verre photographiques.

### Retour à Paris, et guerre
À son retour de Rome, il est nommé, en juin 1939, professeur de dessin à l'École des beaux-arts de Paris. Un séjour en Provence est une source d'inspiration pour une série importante de gravures et de dessins.
Il est mobilisé lors de la Seconde Guerre mondiale dans une compagnie chargée de camoufler à l'aviation ennemie nombre de monuments du patrimoine national. Sa conduite lui vaut d'être décoré de la croix de guerre 1939-1945.

## L'œuvre gravé[3]

### Illustration de livres
Vient alors une deuxième période de son œuvre, consacrée essentiellement à l'illustration, période que Lemagny jugera sévèrement par la suite[réf. nécessaire] et pendant laquelle il illustre plus de 28 ouvrages, ce qui représente plus de 700 planches gravées au burin, technique dans laquelle il excelle.
Restent de cette période des œuvres majeures de l'illustration, tel Regain de Jean Giono, livre pour lequel Lemagny vit plusieurs semaines auprès de l'auteur en Haute-Provence pour illustrer d'après nature.

### Gravure philatélique
Par ailleurs entre 1940 et 1958, Paul Lemagny dessine plus de deux cents maquettes de timbres pour l'administration des postes, en particulier le portrait de nombreux hommes illustres, une de ses spécialités. Quarante-cinq de ces maquettes donnent lieu à l'émission de timbres, dont deux des timbres courants pour Philippe Pétain et le madame Récamier qui reçoit le prix de l'art philatélique décerné pour la première fois au salon d'automne de la CNEP en 1950. 

Il crée aussi une série sur les poètes symbolistes (Baudelaire, Verlaine et Rimbaud) qui sont des modèles du genre tant par les portraits des poètes que par les évocations de leurs œuvres.
Lemagny est élu en 1949 à l'Académie des beaux-arts, dont il devient le plus jeune membre à 43 ans.

## Changement d'inspiration[3]
Dans les années 1950, l'influence du surréalisme s'exerce dans l'œuvre de Lemagny et, au dessin classique d'après nature, succède un dessin de l'imaginaire. 

Considérant que toutes les formes sont dans la nature, il laisse aller son imagination aux formes les plus improbables. Il réalise de nombreuses estampes et des gravures murales de très grandes dimensions. Ainsi, à la chambre de commerce et d'industrie du Havre, reconstruite dans les années 1950 par l'architecte Otello Zavaroni, il grave sur un mur de 200 m2 un monde sous-marin fantasmagorique. 
D'autres gravures murales suivent, à Rennes (faculté de droit), Bar-le-Duc (École normale), Versailles (école maternelle).
Enfin en 1956, Lemagny dessine et grave un portrait de Pablo Picasso pour le livre Témoignage de Jean Cocteau. Cette œuvre d'une grande pureté est particulièrement significative de l'évolution de son dessin. Pour la première fois, le volume du visage est donné uniquement par le trait pur, sans ombre portée ni trompe-l'œil, annonciateur de l'évolution à venir.

### Retour sur une œuvre
Au début des années 1960, d'importants problèmes de santé obligent Lemagny à une inaction forcée, période qu'il met à profit pour effectuer une profonde introspection et une critique sans concession de son œuvre. Il en ressort un dépassement du dessin classique figuratif, et une approche du dessin dit « non figuratif ».
Une nouvelle conception du dessin naît à laquelle il consacre les dernières 25 années de sa vie. Il dissèque l'œuvre classique faite d'après nature et lui nie désormais toute forme d'intrusion dans son art, s'obligeant à « ne penser à rien devant la feuille blanche », refusant tout sujet a priori et ne se laissant guider que par les équilibres de formes, d'espaces, de rythmes, de lumières et de couleurs en noir et blanc qui se succèdent sur sa feuille. Il redéfinit les notions d'espace, de couleurs et de lumière dans un art non figuratif, s'interdisant les fausses facilités du trompe-l'œil.
« Il faut que cela chante » disait-il. Cette conception le conduit à élaborer une œuvre constituée de plusieurs centaines de dessins abstraits, réalisés à l'encre de Chine sur papier japon, dessins trop peu connus mais apportant une contribution majeure dans l'évolution au dessin abstrait. 

Des expositions au musée de Montpellier sous l'autorité de Xavier Dejean et avec l'édition d'un catalogue, à la maison Mansart de Paris, ont permis de mesurer l'ampleur de cette œuvre. Le cahier Empreinte d'octobre 1988 lui a été consacré.

### Les dernières années
Parallèlement à son œuvre, Paul Lemagny poursuit son enseignement du dessin jusqu'en 1972 auprès des élèves de l'École des beaux-arts de Paris, dont il disait qu'ils lui apportaient plus que lui-même ne pouvait leur donner. Ces contacts nourrissent sa réflexion sur l'art. C'est également l'occasion de longs échanges avec son collègue et ami, le sculpteur Étienne Martin, dont il se sent proche sur le plan esthétique.
Paul Lemagny meurt à Versailles le 18 juillet 1977 et est inhumé à Sivry-la-Perche.

## Distinctions
- Chevalier de la Légion d'honneur
- Croix de guerre 1939-1945

## Éditions de bibliophilie
- Regain de Jean Giono, édition Les Cent Bibliophiles, 1947
- Les Fleurs du Mal de Baudelaire, édition Les Bibliolâtres de France, 1949
- Fermina Márquez, Valery Larbaud, éditions André Sauret, 1950 (série du Grand prix des Meilleurs romans du demi-siècle)
- Émile Verhaeren, Almanach, cahier de vers, Société de Saint Éloy, 1951. Chaque mois de l'année est illustré par un artiste différent : Paul Adrien Bouroux, Paul Baudier, Jean Frélaut, Eugène Corneau, Henry Cheffer, Adolphe Beaufrère, Camille Paul Josso, Pierre-Yves Trémois, Paul Lemagny, Robert Jeannisson, et André Vahl.
- Essais, Livre 1er, de Michel de Montaigne, avec un portrait gravé au burin de l'auteur, les Bibliolâtres de France, 1953
- Le Chant du monde de Giono, éditions La Tradition, 1954
- Les Histoires extraordinaires d'Edgar Poe, édition Les Bibliolâtres de France, 1955

## Œuvres dans les collections publiques
- Musée d'art moderne de la ville de Paris, L'atelier d'Edmond Heuzé, estampe[5].
- Sceaux, musée de l'Île-de-France : Edmond Heuzé dans son atelier, burin sur vélin, 1952 (cote 57.14.13).